# Keith Wood
Pour les articles homonymes, voir Wood.

a Compétitions nationales et continentales officielles uniquement.

b Matchs officiels uniquement.
Keith Gerard Mallinson Wood, né le 27 janvier 1972 à Limerick, est un joueur de rugby à XV évoluant au poste de talonneur. Il a obtenu 58 sélections pour l'équipe d'Irlande de rugby, dont 33 en tant que capitaine, et 5 avec les Lions britanniques.
Leader emblématique du XV d'Irlande, il symbolise le fighting spirit, les qualités de combat et de non renoncement qui sont une des caractéristiques essentielles de son équipe. Mais il possède également des qualités techniques inhabituelles à son poste : on l'a vu ainsi faire un cadrage débordement sur un trois-quarts comme un véritable ailier pour marquer un essai lors d'un match du Tournoi des Six Nations ou tenter et réussir un drop. Il est également l'un des très rare membres des lignes avant à avoir marqué 4 essais lors d'un match international, ce qui constitue un record pour un talonneur.
Sur le plan individuel, il est élu meilleur joueur du monde pour l'année 2001 par l'International Rugby Board. Il est ainsi le premier joueur de l'histoire à obtenir cette récompense.  

## Carrière
Fils de l'ancien international irlandais Gordon Wood, il commence sa carrière au Garryowen Football Club et remporte l'All Ireland League en 1992 et 1994, avant de rejoindre en 1995, les Harlequins, en Angleterre, pour profiter de la professionnalisation du rugby. Il obtient sa première sélection pour l'équipe d'Irlande en 1994 lors d'une tournée en Australie. Il est sélectionné pour la Coupe du monde 1995 en tant que remplaçant du capitaine Terry Kingston et ne joue qu'un seul match contre le Japon.
En 1997, il devient capitaine du XV irlandais et participe à la tournée victorieuse des Lions britanniques en Afrique du Sud. Il mène l'équipe d'Irlande à la Coupe du monde 1999 et marque notamment quatre essais en un match contre les États-Unis à Lansdowne Road avant de perdre en barrage contre l'Argentine. Cette performance constitue aujourd'hui encore le record du monde du nombre d'essais marqués en un match international par un talonneur (co-détenu par Takeshi Kizu). Les deux seuls autres premières lignes à avoir marqué plus de 3 essais dans un match international sont Takeshi Kizu et Jaime O'Farrell.
Pour la saison 1999-2000, Keith Wood rentre au pays pour jouer avec le Munster et joue notamment la finale de la Coupe d'Europe contre les Northampton Saints. Il retourne ensuite aux Harlequins.
En 2001, il joue les trois matchs des Lions en Australie et, à la fin de l'année, est le premier joueur à se voir décerner le prix de meilleur joueur du monde IRB,.
Il prend sa retraite après la défaite de l'Irlande face à la France en quart de finale de la Coupe du monde 2003. Il est le meilleur marqueur d'essais parmi les talonneurs avec 15 réalisations, devant Sean Fitzpatrick et ses 13 essais. En 2005, il est nommé au Temple international de la renommée du rugby.

## Palmarès

### En club
- Finaliste de la Coupe d'Europe de rugby en 2000 avec le Munster
- Vainqueur du Challenge européen : 2001 avec Harlequins

### Avec l'Irlande
- 58 sélections en équipe nationale
- 75 points
- 15 essais
- Sélections par années : 3 en 1994, 3 en 1995, 1 en 1996, 4 en 1997, 8 en 1998, 12 en 1999, 10 en 2000, 6 en 2001, 4 en 2002, 7 en 2003
- Tournois des Cinq Nations disputés: 1995, 1997, 1998, 1999
- Tournois des six nations disputés: 2000, 2001, 2002

En coupe du monde :
- 1999 : 4 sélections (États-Unis, Australie, Roumanie, Argentine), 4 essais (20 points)
- 2003 : 5 sélections (Roumanie, Namibie, Argentine, Australie, France), 1 essai (5 points)

### Avec lesLions britanniques
- 5 sélections avec les Lions britanniques
- Sélections par année : 2 en 1997 ( Afrique du Sud), 3 en 2001 ( Australie)

### Distinctions personnelles
- Sacré Meilleur joueur du monde IRB en 2001.
- Intégré en 2005 au Temple international de la renommée du rugby.